# Dan Potra
Dan Potra (* 28. Juli 1978 in Timișoara) ist ein ehemaliger rumänischer Kunstturner.
Potra begann in Timișoara im Alter von fünf Jahren mit dem Turnen. 1992 wurde er in den Juniorennationalkader aufgenommen und bei den Junioren-Europameisterschaften 1996 gewann er Bronze am Pauschenpferd. Danach absolvierte er ein Studium an der Fakultät für Leibeserziehung und Sport an der West-Universität Timișoara. Ab dem Jahr 2000 gehörte Potra zum rumänischen Nationalkader in Bukarest. 2001 wurde er rumänischer Mehrkampfmeister.
Bei den Turn-Weltmeisterschaften 2001 in Gent erreichte Potra im Mehrkampf den vierten Platz und mit der rumänischen Mannschaft den sechsten Platz. 2002 wurde er bei den Europameisterschaften in Patras Doppel-Europameister, als er sowohl im Mehrkampf als auch mit der Mannschaft den Titel gewann. Potra war der erste Rumäne in der Turngeschichte, der Mehrkampf-Europameister wurde. Bei den Turn-Weltmeisterschaften 2003 war Potra mit der rumänischen Turnriege Fünfter.
2004 gewann Potra bei den Europameisterschaften in Ljubljana mit der Mannschaft vor Belarus und Frankreich wieder Gold. Der Höhepunkt des Jahres waren aber die Olympischen Sommerspiele in Athen, wo die Rumänen hinter Japan und den Vereinigten Staaten die Bronzemedaille gewannen. Bei den Turn-Weltmeisterschaften 2006 wurde die rumänische Mannschaft hinter Japan Vierter.
2007/08 turnte Potra in Deutschland für die KTG Heidelberg. Nach seiner aktiven Laufbahn wurde er Trainer bei Dinamo Bukarest.
Dan Potra wurde 2004 zum Ehrenbürger von Timișoara ernannt.